# Paul Winter
Paul Winter (* 31. srpna 1939 Altoona, Pensylvánie) je americký saxofonista. Své první sexteto založil v roce 1961. V polovině šedesátých let si v Brazílii oblíbil bossa novu a v roce 1965 vydal album Rio, které jí bylo značně ovlivněno. Od roku 1967 vede skupinu Paul Winter Consort a zároveň vydává sólová alba. Během své kariéry byl několikrát nominován na cenu Grammy. Věnuje se převážně hudbě stylu new age.